# Emma Lunder
Emma Lunder (* 2. September 1991 in North Vancouver, British Columbia) ist eine ehemalige kanadische Biathletin. Sie lief von 2014 bis 2025 im Biathlon-Weltcup und erreichte dort ab 2019 mehrere Ergebnisse unter den ersten Zehn in Einzelrennen.

## Sportliche Laufbahn
Lunder begann im Alter von sieben Jahren mit dem Skilanglauf und kam Mitte der 2000er-Jahre über ihren Bruder und die Sea Cadets (ein von den kanadischen Streitkräften gestütztes Jugendprogramm) zum Biathlon. Nach ihrem High-School-Abschluss 2009 zog sie innerhalb der westkanadischen Provinz British Columbia aus ihrem Heimatort Vernon nach Squamish, um sich dort in der Hochleistungsmannschaft der Provinz (B.C. High Performance Team) auf den Sport zu konzentrieren. Nach den Olympischen Winterspielen 2010 in Vancouver wurde die Finanzierung des Teams reduziert und die Mannschaft als Folge aufgelöst. Lunder wechselte nach Canmore in Alberta – in das Zentrum des kanadischen Biathlonsports – und schloss sich den Rocky Mountain Racers an, mit denen sie mehrere Jahre trainierte. 2014 wurde sie ins Erwachsenen-Nationalteam aufgenommen. Zu diesem Zeitpunkt war Lunder bereits bei drei aufeinanderfolgenden Biathlon-Jugend- und Juniorenweltmeisterschaften von 2010 bis 2012 für Kanada angetreten und hatte dort als bestes Einzelergebnis einen 30. Rang erzielt. 2012/13 ging sie erstmals im IBU-Cup, der zweithöchsten internationalen Biathlon-Wettkampfserie, an den Start und gewann zudem ihr erstes Rennen im NorAm-Cup. Eine Saison später gab sie ihr Debüt im Biathlon-Weltcup und lief bei ihren ersten beiden Einsätzen im März 2014 in Kontiolahti auf die Ränge 30 (im Sprint) und 41 (in der Verfolgung), womit sie erste Weltcuppunkte gewann.
Mitte der 2010er-Jahre erhielt Lunder sporadische Weltcupeinsätze, ohne ein weiteres Mal die Punkteränge der besten 40 in einem Individualrennen zu erreichen. Beim IBU-Cup vor heimischer Kulisse in Canmore platzierte sie sich hingegen Ende Februar 2015 erstmals in dieser Rennserie auf dem Podest: Nach einem fehlerfreien Sprintwettkampf hatte sie als Zweite gut fünf Sekunden Rückstand auf die Siegerin Karolin Horchler. Zwei Jahre später, im Januar 2017, traf Lunder in ihrem ersten 15-Kilometer-Einzelwettbewerb im Weltcup 19 von 20 Scheiben, war damit eine der vier Biathletinnen mit dem besten Schießergebnis und belegte den 21. Platz. Nach dem Rennen sprach sie von einem „eindeutigen Schub an dringend benötigtem Selbstvertrauen“ nach den beiden vorangegangenen, von ihr als „glanzlos“ eingeschätzten Saisons. Anschließend wurde sie zum ersten Mal für die Weltmeisterschaften nominiert, die 2017 in Hochfilzen stattfanden. Hier verpasste Lunder in ihren beiden Einzelstarts als 84. des Sprints und 64. des 15-Kilometer-Wettkampfs vordere Platzierungen deutlich und kam als Schlussläuferin der kanadischen Staffel (der neben ihr Rosanna Crawford, Julia Ransom und Megan Tandy angehörten) auf Rang 16 ins Ziel.
Ab dem Winter 2017/18 war Lunder fester Bestandteil der kanadischen Weltcupmannschaft. Sie zählte zum Aufgebot für die Olympischen Winterspiele 2018 in Pyeongchang sowie 2022 in Peking, wo ihre besten Ergebnisse jeweils zehnte Plätze mit der Staffel waren. In der Weltcupgesamtwertung verbesserte sie kontinuierlich ihre Platzierungen: 2018 schloss sie die Saison als 65. des Klassements ab, 2019/20 war sie als 34. erstmals die beste Biathletin ihres Landes. Die Position als höchstplatzierte Kanadierin verteidigte sie auch in den Folgejahren. Im Winter 2022/23 erreichte sie ihr bis dahin bestes Ergebnis als 23. der Gesamtwertung. Ihre gestiegenen Leistungen führte Lunder 2020 unter anderem auf die Arbeit mit den neuen Nationaltrainern Justin Wadsworth und Pavel Lantsov zurück. Schon im März 2019 hatte sie beim Saisonfinale am Osloer Holmenkollen mit einem neunten Platz im Sprint ihr erstes Top-Ten-Resultat erzielt, im Januar 2020 verpasste sie mit Christian Gow als Vierte in der Single-Mixed-Staffel auf der Pokljuka ihr erstes Weltcuppodium um weniger als vier Sekunden. Zum Saisonauftakt 2022/23 in Kontiolahti platzierte sie sich im ersten Sprint des Winters ebenfalls auf Rang vier und hatte dabei 1,2 Sekunden Rückstand auf die drittplatzierte Linn Persson. In jener Saison erreichte Lunder auch mit Rang 23 ihr bestes Ergebnis im Gesamtweltcup.
Zum Ende der Saison 2024/25 beendete Emma Lunder ihre Karriere als aktive Biathletin.
Auf nationaler Ebene startete Lunder ebenfalls erfolgreich: 2011 gewann sie in Charlo mit Scott Gow und Aaron Gillmor als Staffel Alberta I den Titel bei den Junioren, im Einzel hinter Yolaine Oddou Silber sowie hinter Oddou und Vaillancourt in Sprint und Verfolgung Bronze. Bei den Jugendmeisterschaften im Jahr zuvor in Canmore gewann sie den Titel in der Verfolgung und wurde Zweite in Sprint und Einzel. 2016 entschied sie in Valcartier die Rennen in Sprint, Verfolgung und in der Staffel für sich und wurde dreifache kanadische Meisterin.

## Persönliches
Lunder absolvierte nach ihrem Schulabschluss ein sozialwissenschaftliches Fernstudium an der Athabasca University. Ihren Sport finanziert sie wie auch ihre Teamkollegin Sarah Beaudry seit 2010 als Barista im Starbucks von Canmore, wobei das Unternehmen sie auch darüber hinaus finanziell fördert. Sie engagiert sich ehrenamtlich in der Tafel ihres Wohnortes (Canmore Food Bank).

## Statistiken

### Biathlon-Weltcup-Platzierungen
Die Tabelle zeigt alle Platzierungen (je nach Austragungsjahr einschließlich Olympische Spiele und Weltmeisterschaften).
- 1.–3. Platz: Anzahl der Podiumsplatzierungen
- Top 10: Anzahl der Platzierungen unter den ersten zehn (einschließlich Podium)
- Punkteränge: Anzahl der Platzierungen innerhalb der Punkteränge (einschließlich Podium und Top 10)
- Starts: Anzahl gelaufener Rennen in der jeweiligen Disziplin
- Staffel: inklusive Mixed- und Single-Mixed-Staffeln

| Platzierung         | Einzel | Sprint | Verfolgung | Massenstart | Staffel | Gesamt |
| ------------------- | ------ | ------ | ---------- | ----------- | ------- | ------ |
| 1. Platz            |        |        |            |             |         |        |
| 2. Platz            |        |        |            |             |         |        |
| 3. Platz            |        |        |            |             |         |        |
| Top 10              | 3      | 3      | 3          | 3           | 19      | 31     |
| Punkteränge         | 10     | 21     | 24         | 15          | 67      | 137    |
| Starts              | 20     | 67     | 38         | 15          | 67      | 207    |
| Stand: Karriereende |        |        |            |             |         |        |

### Olympische Winterspiele
Ergebnisse bei Olympischen Winterspielen:
|                                             | Einzelwettbewerbe | Einzelwettbewerbe | Einzelwettbewerbe | Einzelwettbewerbe | Staffelwettbewerbe | Staffelwettbewerbe |
| Sprint                                      | Verfolgung        | Einzel            | Massenstart       | Damenstaffel      | Mixedstaffel       |                    |
| ------------------------------------------- | ----------------- | ----------------- | ----------------- | ----------------- | ------------------ | ------------------ |
| Olympische Winterspiele 2018 \| Pyeongchang | 54.               | 53.               | 54.               | –                 | 10.                | –                  |
| Olympische Winterspiele 2022 \| Peking      | 32.               | 54.               | 67.               | –                 | 10.                | 14.                |

### Weltmeisterschaften
Ergebnisse bei den Weltmeisterschaften:
| Weltmeisterschaften | Weltmeisterschaften | Einzel | Sprint | Verfolgung | Massenstart | Staffel | Mixedstaffel | Single-Mixedstaffel |
| Jahr                | Ort                 | Einzel | Sprint | Verfolgung | Massenstart | Staffel | Mixedstaffel | Single-Mixedstaffel |
| ------------------- | ------------------- | ------ | ------ | ---------- | ----------- | ------- | ------------ | ------------------- |
| 2017                | Hochfilzen          | 64.    | 84.    | –          | –           | 16.     | –            |                     |
| 2019                | Östersund           | 26.    | 51.    | LAP        | –           | 14.     | –            | 15.                 |
| 2020                | Antholz             | 35.    | 35.    | 41.        | –           | 9.      | 14.          | 8.                  |
| 2021                | Pokljuka            | 22.    | 42.    | 20.        | 17.         | 16.     | 8.           | 8.                  |
| 2023                | Oberhof             | 25.    | 11.    | 30.        | 7.          | 11.     | 8.           | 13.                 |
| 2024                | Nové Město          | 41.    | 69.    | –          | –           | 12.     | 13.          | 21.                 |
| 2025                | Schweiz             | 54.    | 25.    | 27.        | –           | 20.     | 20.          | 18.                 |